# Rune
Rune är ett manligt förnamn med nordiskt ursprung och förekommer även som efternamn.
Både Rune och dess feminina form Runa är bildat av ordet runa 'bokstav'. Därtill användes också Rune i fornsvenska som smeknamn för namn som Runfast där ordet run betyder 'hemlig visdom'. Namnet var mycket vanligt på 1920- och 1930-talen. Äldsta belägget i Sverige är från år 1832. Den 31 december 2014 fanns det totalt 31 023 personer i Sverige med namnet Rune, varav 9 206 med det som tilltalsnamn. År 2014 fick 12 pojkar namnet som tilltalsnamn.
Namnsdag: i Sverige 24 november (sedan 2001, dessförinnan 1 juni och 2 juni). I den finlandssvenska namnsdagslängden har Rune namnsdag 28 februari (ända till 1999: skottår 29 februari) sedan 1950.
I mars 2018 fanns 224 personer i Sverige med Rune som efternamn. Det finns minst en svensk släkt (namnet taget 1886) och en dansk släkt (namnet taget 1902).

## Personer med förnamnet Rune
- Rune Andersson, företagsledare
- Rune Andréasson, serietecknare
- Rune Bergman, musiker
- Rune Börjesson, fotbollsspelare i bl.a. ÖIS och Juventus
- Rune Carlsten, regissör och skådespelare
- Rune Edberg, arkeolog och författare
- Rune Elmqvist, uppfinnare
- Rune Gustafsson, jazzmusiker
- Rune Gustavsson, politiker (C), statsråd
- Rune Halvarsson, skådespelare
- Rune Hassner, regissör och fotograf
- Rune Hermansson, statsråd (S), VD i Systembolaget
- Rune Jansson (brottare), OS-brons 1956
- Rune B. Johansson, politiker (S), statsråd
- Carl Rune Larsson, pianist, dirigent
- Rune Larsson (friidrottare), häcklöpare, OS-brons 1948, bragdmedaljör
- Rune Larsson (långdistanslöpare), ultradistanslöpare, äventyrare och föreläsare
- Rune Lindström, skådespelare och författare ("Himlaspelet")
- Kjell-Rune Milton, ishockeyspelare
- Rune Moberg, journalist och manusförfattare
- Rune Molin, fackföreningsman, statsråd (S)
- Rune Pär Olofsson, författare, präst
- Rune Öfwerman, musiker

## Personer med efternamnet Rune
- Albin Rune (1863–1956), svensk präst
- Axel Rune (1866–1927), svensk ämbetsman och politiker
- Axel Rune (1894–1996), svensk militär
- Christer Rune (1927–1997), svensk jurist
- Erik Rune (1897–1991), svensk militär
- Lars Rune (1908–1985), svensk präst
- Alma Lily Rune (2002-) svensk präst

## Fiktiva
- Rune Haako – fiktiv karaktär i Star Wars